# Veronika Vrecionová
Veronika Vrecionová (8 de setembro de 1965) é uma política checa eleita deputada ao Parlamento Europeu em 2019.